# 아도이
아도이(영어: Adoy)는 2017년 서울에서 결성한 대한민국의 록 밴드이다. 2017년 EP Catnip를 통해 데뷔했으며, 2019년 첫 정규 음반 Vivid를 발매했다. 2019년 하이원 서울가요대상에서 심사위원 특별상을 수상한 바 있다.

## 역사
2017년 결성되었으며, 밴드명인 아도이는 요다(Yoda)를 거꾸로 쓴 것이다. 이후 EP Catnip을 발매했으며, 2018년 두번째 EP Love를 발매했다.
2019년 첫 정규 음반 Vivid를 발매했다. 이후 2020년 코로나바이러스 범유행으로 인해 투어가 취소되었으나, LUCfest 2020 라이브 공연 등 온라인을 통해 수 많은 라이브 공연을 했다. 2021년 세번째 EP her를 발매했다.
2023년 8월 31일, 두번째 정규 음반 PLEASURES를 발매했다.

## 음반 목록

### 정규 음반
- Vivid (2019)
- PLEASURES (2023)

### EP
- Catnip (2017)
- Love (2018)
- her (2021)
- us (2023)